# Angelo Mosso

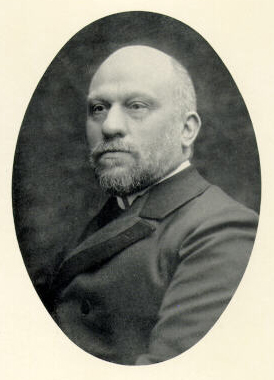
Angelo Mosso

Angelo Mosso (* 30. Mai 1846 in Turin; † 24. November 1910 ebenda) war ein italienischer Physiologe und Archäologe.

## Familie
Mosso stammte aus einfachen Verhältnissen und war der älteste Sohn von drei Geschwistern. Sein Vater war Handwerker, ein Großvater Maurer. Die Familie lebte und arbeitete in Chieri (Piemont), in der Nähe von Turin. Sein Bruder Ugolino Mosso (1854–1909) war Privatdozent der Pharmakologie in Turin.

## Ausbildung und Beruf
In Chieri, Cuneo und Asti besuchte er das Gymnasium. 1865 immatrikulierte er sich für das Medizinstudium an der Universität Turin. Zwei seiner Lehrer, der Botaniker Moris und der Zoologe Filippo De Filippi, verschafften ihm eine Stelle als naturwissenschaftlicher Lehrer am Turiner Gymnasium. 1868 trat er eine Assistentenstelle am Krankenhaus Mauriziano an. Mit summa cum laude promovierte er 1870 mit einer experimentellen Arbeit über das Knochenwachstum. Die Prüfer empfahlen den hochbegabten Mosso dem Physiologen Jakob Moleschott, Lehrstuhlinhaber in Turin.
Auf Moleschotts Vermittlung erhielt er 1871 eine Stellung im Laboratorium des Experimentalphysiologen Moritz Schiff (1823–1896) in Florenz, wo er erstmals experimentell arbeitete. Anschließend war er ein Jahr in Leipzig bei Carl Ludwig, wo Mosso die graphische Registrierung physiologischer Phänomene studierte und einen Plethysmographen entwarf. Dort traf er auch mit Henry Pickering Bowditch (1840–1911) und Hugo Kronecker zusammen, dem er bei Experimenten zur Ermüdung bzw. Erholung der quergestreiften Muskulatur (beim Frosch) assistierte.
Zwei Stellenangebote aus Heidelberg und Kiel lehnte Mosso ab und besuchte stattdessen die Pariser Laboratorien von Claude Bernard, Charles-Édouard Brown-Séquard, Étienne-Jules Marey und Louis Antoine Ranvier. Er kehrte nach Turin zurück, um weiter bei Moleschott, hauptsächlich über die Blutzirkulation, zu arbeiten. 1875 erhielt Mosso hier die Privatdozentur für Pharmakologie (materia medica), 1877 die außerordentliche und 1878 die ordentliche Professur. 1879 übernahm er als Nachfolger Moleschotts den Lehrstuhl für Physiologie der Universität Turin. Der Accademia dei Lincei gehörte er seit 1879 als korrespondierendes Mitglied an, 1882 wurde er socio nazionale (Vollmitglied). Im Jahr 1888 wurde er zum Mitglied der Leopoldina gewählt. Seit 1898 war er korrespondierendes Mitglied der Académie des sciences.
Mosso begründete in den folgenden 30 Jahren seiner Tätigkeit die Schule der italienischen Experimentalphysiologie. Unter den Besuchern aus aller Welt befand sich auch der spätere Begründer der Neurochirurgie Harvey Williams Cushing, der Interesse an den Hirndruck-Experimenten Mossos hatte.

## Leistung

Experiment zur Aufzeichnung von „Gehirn-Pulsationen“

Das wissenschaftliche Werk Mossos ist vielseitig und umfasst 172 Aufsätze und Bücher. Er war Konstrukteur wissenschaftlicher Apparate, begründete als Gegner der Vivisektion die experimentelle Humanphysiologie mit und beschäftigte sich mit Fragen des öffentlichen Gesundheitswesens sowie der Archäologie.
Mosso beschrieb eine Vielzahl technischer Geräte, die er im Rahmen seiner Experimentalstudien als Hilfsmittel einsetzte: unter anderem eine künstliche Regenbogenhaut, einen Plethysmographen (1875), einen Pneumographen (1876), ein urologisches Zystometer (1882), einen Sphygmographen (1883), einen Ergographen und ein Ponometer (1888), ein Myotonometer, ein Sphygmomanometer (1895) sowie verschiedene Respirationsapparate und -Aufzeichnungsgeräte.
Seine wissenschaftlichen Fragestellungen umfassten hauptsächlich die Analyse motorischer Funktionen (glatte und quergestreifte Muskulatur unter verschiedenen physiologischen bzw. pathologischen Zuständen) und die Beziehung zwischen physiologischen und psychischen Phänomenen (unter anderem intrakranieller Druck, Miktion). Darüber hinaus war er ein Pionier der Atemphysiologie (zum Beispiel der Inversions-Schlafatmung) und der Erforschung der höhenklimatischen Respiration. Mosso arbeitete auch über Vasomotorik, führte Puls- und Blutvolumenuntersuchungen und Versuche zur Physiologie von Herz und Kreislauf durch.

Durchblutungswaage

Mosso ist einer der frühen Wegbereiter des funktionellen Neuroimaging. Er untersuchte an Patienten mit Schädeldefekten die Pulsation des Gehirnvolumens. Aus seinen Befunden, dass das Gehirnvolumen steigt, während der Patient Rechenaufgaben löst, folgerte er, dass bei geistigen Aktivitäten der Blutfluss zum Gehirn zunimmt. Für Untersuchungen an Personen ohne Schädeldefekt erdachte er eine ausgefeilte Waage („menschliche Durchblutungswaage“); seine Arbeiten wurden von Stefano Sandrone und Kollegen wiederentdeckt.
Mosso begründete als Forum seiner physiologischen Forschungsergebnisse die Zeitschrift Archives italiennes de Biologie (1882), das Institut für Physiologie Parco del Valentino (1893) und eine Forschungsstation im Monte-Rosa-Massiv (Col d’Olen 3000 m) für höhenklimatische beziehungsweise atemphysiologische Studien (1895).
Er plädierte unter anderem für die Integration des Sports in die Erziehung. In den letzten Lebensjahren wandte er sich der Archäologie zu, nahm an Ausgrabungen in Kreta, Süditalien und auf dem Forum Romanum teil und veröffentlichte darüber Beiträge.
Mosso besaß weltweit mehr als 17 Mitgliedschaften in wissenschaftlichen Gesellschaften, war 1899/1900 Rektor der Universität Turin und wurde 1904 zum italienischen Senator ernannt.

## Werke
- Saggio di alcune ricerche fatte intorno all’accrescimento delle ossa. (Tesi di laurea) Napoli 1870
- Sopra un nuovo metodo per scrivere i movimenti dei vasi sanguigni dell’uomo. Atti Acad Sci (Turin) 11 (1875) 21
- Introduzione ad una serie di esperienze sui movimenti del cervello nell' uomo. Archivio per le scienze mediche I, Fasc. 2, 1876
- Esperienze sui movimenti del cervello nell´uomo. (Mosso, A. & Giacomini, C.) Archivo per le scienze mediche, I, fasc. 3, Torino, Vincenzo Bona 1877, p. 278
- Osservazioni sui movimenti del cervello di un idiota epilettico. (Mosso, A. & Albertotti, G.) R. Accademia di Medicina di Torino, 1877
- Die Diagnostik des Pulses in Bezug auf die localen Veränderungen desselben. Leipzig 1879
- Sulla circolazione del sangue nel cervello dell' uomo. Atti di Lincei. Me. Sc. Fis., Ser. 3, Vol. 5, 7 Dicembre 1879, p. 237
- Über den Kreislauf des Blutes im menschlichen Gehirn. Leipzig, Veit 1881 (online)
- La peur: étude psycho-physiologique. Paris 1886 (online)
- Die Furcht. 1889 (online)
- Die Ermüdung. Leipzig 1892 (online)
- Die Temperatur des Gehirns. Leipzig, Veit 1894 (online)
- Sphygmomanomètre pour mesurer la pression du sang chez l’homme. Arch Ital Biol 23 (1895) 177
- Der Mensch in den Hochalpen. Leipzig 1899 (online ital.; online engl.)
- La fatigue intellectuelle et physique. Paris 1903 (online)
- Les exercices physiques et le développement intellectuel. Paris 1904 (online)
- Vita moderna degli Italiani. Mailand 1906 (online)
- The palaces of Crete and their builders. New York / London 1907 (online)
- Escursioni nel Mediterraneo e gli scavi di Creta. Mailand 1907 (online)
- La democrazia nella religione e nella scienza; studi sull'America. Mailand 1908 (online)
- The dawn of Mediterranean civilisation, New York 1910 (online)